# Barisone I di Gallura
Barisone I de Lacon-Gunale (... – 1203) fu Giudice di Gallura da circa il 1161 alla morte.

## Biografia
Era figlio di Costantino III di Gallura.
Barisone sposò una certa Odolina, dalla quale ebbe una figlia, Elena di Gallura, unica erede. Prima della sua morte, Barisone affidò il suo Giudicato al Papa, quale protezione dei diritti ereditari della figlia, esattamente come il papato aveva garantito nello stesso periodo a Costanza di Sicilia la sua eredità.
Alla sua morte scoppiò comunque un conflitto tra vari potentati per assicurarsi il controllo della Gallura a discapito di Elena.